# Ferganocephale
Ferganocephale là một chi khủng long, được Averianov T. Martin & Bakirov mô tả khoa học năm 2005.